# یوهانس هفلیوس
یوهانس هفلیوس (هلندی: Johannes Hevelius؛ زاده ۲۸ ژانویه ۱۶۱۱ -درگذشته ۲۸ ژانویه ۱۶۸۷) عضو شورا و شهردار شهر گدانسک و هم چنین ستاره‌شناس آلمانی یا به قولی لهستانی بود. وی به عنوان پدر توپوگرافی ماه شناخته می‌شود و هم چنین ده صورت فلکی تازه را تشریح کرده که هنوز هفت تای آن مورد استفاده ستاره شناسان است.